# Наукова картина світу
Науко́ва карти́на сві́ту (одне з основоположних понять в природознавстві) — особлива форма систематизації знань, якісне узагальнення і світоглядний синтез різних наукових теорій. Будучи цілісною системою уявлень про загальні властивості і закономірності об'єктивного світу, наукова картина світу існує як складна структура, що містить у собі як складові частини загальнонаукову картину світу і картини світу окремих наук (фізична картина світу, біологічна картина світу, геологічна картина світу). Картини світу окремих наук, у свою чергу, включають в себе відповідні численні концепції — певні способи розуміння і трактування будь-яких предметів, явищ і процесів об'єктивного світу, що існують у кожній окремій науці.
Наукова картина світу — система уявлень людей про властивості і закономірності дійсності (реально існуючого світу), побудована в результаті узагальнення та синтезу наукових понять і принципів. Використовує наукову мову для позначення об'єктів і явищ матерії.

## Формування
У процесі пізнання навколишнього світу результати такого відображаються і закріплюються в свідомості людини у вигляді знань, умінь, навичок, типів поведінки і спілкування. Сукупність результатів пізнавальної діяльності людини утворює певну модель (картину світу). У історії людства було створено й існувало досить велика кількість самих різноманітних картин світу, кожна з яких відрізнялася своїм баченням світу і специфічним його поясненням. Однак прогрес уявлень про навколишній світ досягається переважно завдяки науковому пошуку. У наукову картину світу не входять часткові знання про різні властивості конкретних явищ, про деталі самого пізнавального процесу . Наукова картина світу не є сукупністю всіх знань людини про об'єктивний світ, вона являє собою цілісну систему уявлень про загальні властивості, сферах, рівнях і закономірності реальної дійсності.

## Історичні типи
|           | Аристотелева | Ньютонівська наукова революція | Ейнштейнівська революція |
| --------- | --- | --- | --- |
| Період    | VI-IV століття до нашої ери. | XVI-XVIII століття. | Рубіж XIX-XX століть. |
| Відкриття | Створення формальної логіки (вчення про доведення, головний інструмент виведення і систематизації знання, розробив категоріально-понятійний апарат), твердження своєрідного канону організації наукового дослідження (історія питання, постановка проблеми, аргументи за і проти, обґрунтування рішення), диференціація самого знання (відділення науки про природу від математики і метафізики). | І. Ньютон підсумував дослідження Н. Коперника, Г. Галілея, І. Кеплера, Р. Декарта та сформулював базові принципи нової наукової картини світу в загальному вигляді. | Відкрита складна структура атома, явище радіоактивності, дискретність характеру електромагнітного випромінювання.                                                                            |
| Результат | Виникнення самої науки, відділення науки від інших форм пізнання і освоєння світу, створення певних норм і зразків наукового знання. | Поява механістичної наукової картини світу на базі експериментально- математичного природознавства.                                                                 | Була підірвана найважливіша передумова механістичної картини світу - переконаність в тому, що за допомогою простих сил, що діють між незмінними об'єктами, можна пояснити всі явища природи. |

## Компоненти
Наукова картина світу — безліч теорій в сукупності описують відомий людині природний світ, цілісна система уявлень про загальні принципи і закони устрою світобудови. Картина світу — системне утворення, тому її зміна не можна звести ні до якого одиничного (нехай і самому великому і радикального) відкриття. Мова звичайно йде про цілу серію взаємопов'язаних відкриттів (у головних фундаментальних науках), які майже завжди супроводжуються радикальної перебудовою методу дослідження, а також значними змінами в самих нормах та ідеали науковості .
Наукова картина світу — особлива форма теоретичного знання, що репрезентує предмет дослідження науки відповідно певному етапу її історичного розвитку, за допомогою якої інтегруються й систематизуються конкретні знання, отримані в різних областях наукового пошуку .

## Нова парадигма
Для західної філософії середини 90-х років XX століття відзначалися спроби ввести в арсенал методологічного аналізу нові категоріальні засоби, але разом з тим, чіткого розмежування понять «картина світу» і наукова картина світу не проведено. У московській філософсько-методологічній літературі термін картина світу застосовується не тільки для позначення світогляду, але і у вужчому сенсі — тоді, коли мова заходить про наукові онтологіях, тобто тих уявленнях про світ, які є особливим типом наукового теоретичного знання. У цьому значенні, наукова картина світу виступає як специфічна форма систематизації наукового знання, що задає бачення предметного світу науки відповідно певному етапу її функціонування та розвитку.
Також може використовуватися словосполучення природничо-наукова картина світу 
У процесі розвитку науки відбувається постійне оновлення знань, ідей і концепцій, ранні уявлення стають окремими випадками нових теорій. Наукова картина світу — не догма і не абсолютна істина. Наукові уявлення про навколишній світ засновані на всій сукупності доведених фактів і встановлених причинно-наслідкових зв'язків, що дозволяє з певним ступенем упевненості робити сприяють розвитку людської цивілізації укладення та прогноз и про властивості нашого світу. Невідповідність результатів перевірки теорії, гіпотезу, концепції, виявлення нових фактів — все це змушує переглядати наявні представлення і створювати нові, відповідніші реальності. У такому розвитку — суть наукового методу.